# 卤城之战
发生于建安十八年（213年）的卤城之战是东汉末年参凉州军事杨阜反抗自称征西将军、领并州牧、督凉州军事的军阀马超的起事的一部分。此战由反對馬超的人士发起。

## 背景
建安十八年八月，駐守在冀城的凉州刺史韦康等人向马超投降，結果被杀。杨阜想反叛马超，为故主韦康复仇。他对马超称自己丧妻，请假办丧事。途中他向駐扎在历城的表兄天水人抚夷将军姜叙求援，姜叙在老母（即杨阜舅母）鼓励下，与同郡参军事赵昂、尹奉、武都人李俊等合谋，杨阜亦结交乡人姜隐、姚琼、孔信、武都人王灵共讨马超，又使从弟杨谟等至冀城告诉被马超拘禁的从弟杨岳，并结交安定人梁宽、南安人赵衢、庞恭等为内应。姜母愿为此事舍身，要姜叙不要为孝所累。
此時马超要挟赵昂为自己效力，留其嫡子赵月为质子，但依然不是很信任赵昂。马超妻杨氏聽說赵昂妻王异是個有品德的人，於是請她和自己一起喝酒吃飯。王异趁机取信于杨氏，与其相交，赵昂也因而为马超所信。赵昂已与杨阜定计，对王异说：“我们如此谋划，必然万全，但赵月怎么办？”王异厉声答为了忠义雪耻，丧命都不要紧，何况一个儿子？并举项讬、颜渊虽短命却存义于世的例子，赵昂认可。

## 战役
杨阜等人定计后，九月，杨阜、姜叙进兵入卤城，赵昂、尹奉据祁山以讨马超。马超闻之大怒，赵衢趁机按姜叙母事先定下的计策，劝马超亲自出击。马超与马岱、庞德离城前去平叛，赵衢、梁宽即释放杨岳，闭冀城门，杀马超妻儿。
马超不能克卤城，撤回冀城，不得入，失据，过卤城，又到历城，当时传闻马超已奔汉中，故历城无防备，却以为姜叙军回来了，马超入城抓住姜叙老母，被其大骂，怒杀之，又杀姜叙子，烧城而去。
杨阜在战斗中五次被马超所伤，同族兄弟七人被杀。马超随后与马岱、庞德南奔汉中军阀张鲁，后又杀赵月。

## 后果
丞相曹操封赏讨马超之功，封侯十一人，赐杨阜关内侯。杨阜以故主生前不能救难、故主被害不能死节及并未杀马超为由辞让，曹操回复时赞扬了他，将他比作子贡，也赞姜叙母之贤，称杨敞之妻不过如此。
次年春马超求得张鲁兵再取凉州，围攻姜叙于祁山，姜叙等告急于屯长安的行护军将军夏侯渊，夏侯渊考虑到邺城路途遥远，报请曹操调度必然耽误战机，遂自行出兵派平狄将军张郃等击败马超。夏侯渊乘胜又败凉州割据势力韩遂，围兴国，原本依附马超的兴国氐王千万投奔马超，余众都投降。
马超求张鲁庇护期间与张鲁日渐不合，与马岱投奔劉備。张鲁以汉中降曹后，庞德归曹操。

## 演义
罗贯中历史小说《三国演义》第六十四回<孔明定计捉张任 杨阜借兵破马超>提及此战，称姜叙母是杨阜姑母，时年八十二；杨阜在见姜母时哭诉韦康之死时泪流出血。姜叙、杨阜起兵时屯历城，马超来讨时，他们在阵前骂马超，马超大怒冲过来混战。姜叙、杨阜抵挡不住，大败而走，马超追杀时，背后尹奉、赵昂大喊杀来夹攻，马超虽回军却首尾不能相顾，而夏侯渊又奉曹操之命从刺斜里率大队军马杀来。马超不敌三军合攻，大败奔回，走了一夜，三更天时到冀城叫门，城上乱箭射下，梁宽、赵衢立在城上大骂马超，在城上砍了杨氏撇下尸首，又在城上如此杀害马超幼子三人、至亲十余口，气得马超几乎坠马。因夏侯渊追急，马超不敢恋战，夺路而走，先后又与姜叙、杨阜和尹奉、赵昂厮杀，只剩五六十骑连夜奔走，于四更前后到历城，被守军误放入城后，从城南门边开始屠城，并杀尹奉、赵昂全家老幼。
次日，夏侯渊大军到，马超弃城西逃，不到二十里遇到杨阜军，马超拍马挺枪刺之，待夏侯渊赶来，才与庞德、马岱等五七骑逃去。夏侯渊安抚陇西各州百姓，令姜叙等各自把守，并用车载杨阜于许都见曹操。